# Cratere Dukhan
Dukhan  è un cratere sulla superficie di Marte.